# Notre-Dame-d'Épine
Notre-Dame-d'Épine é uma comuna francesa na região administrativa da Normandia, no departamento de Eure. Estende-se por uma área de 1,71 km². Em 2010 a comuna tinha 79 habitantes (densidade: 46,2 hab./km²).